# MicroSD

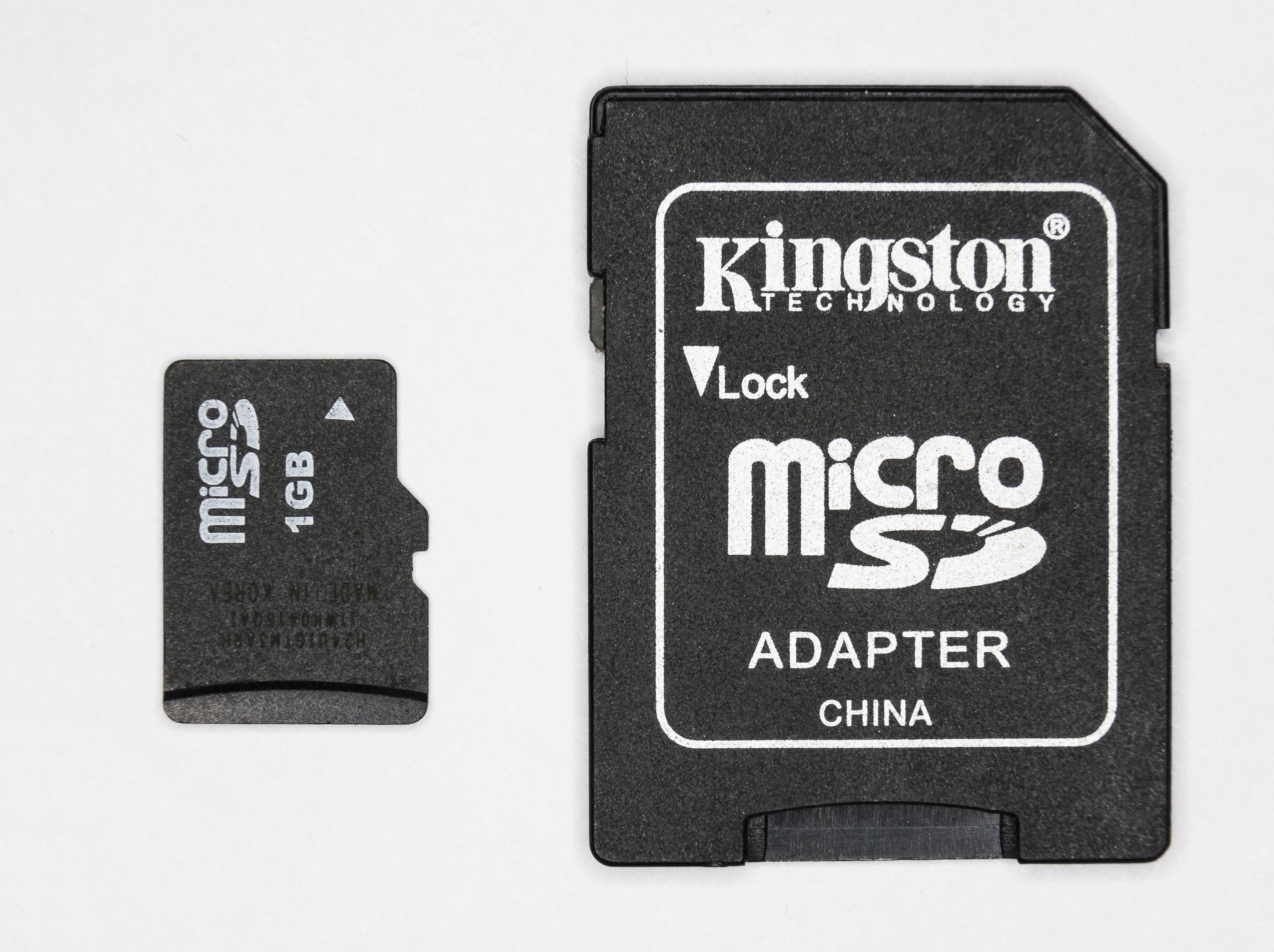
MicroSD della Kingston con adattatore

La microSD (contrazione di Micro Secure Digital, in precedenza TransFlash o T-Flash) è una scheda di memoria dalle dimensioni estremamente ridotte, ancora più contenute delle MiniSD Card.
Sono state realizzate pensando soprattutto alla possibilità di espandere la memoria degli smartphone, con funzioni multimediali e forti esigenze di leggerezza e bassi consumi. Possono essere comunque ritrovate nella maggior parte dei dispositivi elettronici più disparati. Inoltre, grazie ad appositi adattatori possono essere impiegate negli apparecchi compatibili con le schede SD della dimensione standard.

## Storia
Lo standard microSD è nato da un formato creato originariamente da SanDisk con il nome di T-Flash, che è in seguito diventato TransFlash. È stato approvato dalla SD card Association (SDA) il 13 luglio 2005.
Nell'ottobre 2004 SanDisk annuncia la prima microSD da 256 MB.
Nel settembre 2011 SanDisk commercializza la prima microSDXC da 64 GB.
Nel febbraio 2014 SanDisk commercializza la prima microSDXC da 128 GB
Nel marzo 2015 SanDisk commercializza la prima microSDXC da 200 GB ma nel giugno 2015 Microdia strappò il primato producendo la prima microSDXC da 512 GB con velocità da 300 MB/s
Nel settembre 2016 SanDisk annuncia un prototipo della prima scheda SDXC da 1 TB che entrerà poi in commercio nel maggio 2019 e rimarrà fino ad oggi la microSDXC con maggiore capienza.
Nel giugno 2018 venne annunciato il formato Secure Digital Ultra Capacity (SDUC), descritto nella specifica SD 7.0, che supporta schede fino a 128 TB e offre velocità fino a 985 MB/s, con interfacce di comunicazione UHS-I, UHS-II, UHS-III o SD Express indipendentemente dal fattore di forma (micro, mini o full-size).
Nell'agosto 2021 la microSDXC da 1 TB più tecnologicamente evoluta (Microdia 25825 con NAND flash Samsung) vanta un bus C10, U3, UHS-III, con velocità dichiarata in lettura e scrittura di 300 MB/s (2000X) quando connessa a host UHS-II conformi allo standard 4.0 di SDA e inoltre resistente a polvere, sabbia, raggi X, urti e temperature estreme (da -25 °C a +75 °C).

## Formati e versioni
Le schede hanno dimensioni 15×11×1 millimetri e in commercio sono disponibili in tagli che partono da 128 MB e arrivano sino a 2 TB
|             |             | SD (Secure Digital) | SDHC (Secure Digital High Capacity) | SDXC (Secure Digital eXtended Capacity) | SDUC (Secure Digital Ultra Capacity)                            |
| ----------- | ----------- | ------------------- | ----------------------------------- | --------------------------------------- | --------------------------------------------------------------- |
| Logo        |             |                     |                                     |                                         |                                                                 |
| Capacità    | Minima      | 128 MB              | 2 GB                                | 32 GB                                   | 2 TB                                                            |
| Capacità    | Massima     | 2 GB                | 32 GB                               | 2 TB                                    | 128 TB offre velocità fino a 985 MB/s (non ancora in commercio) |
| File system | File system | FAT12, FAT16        | FAT32                               | exFAT                                   | exFAT                                                           |

## Caratteristiche

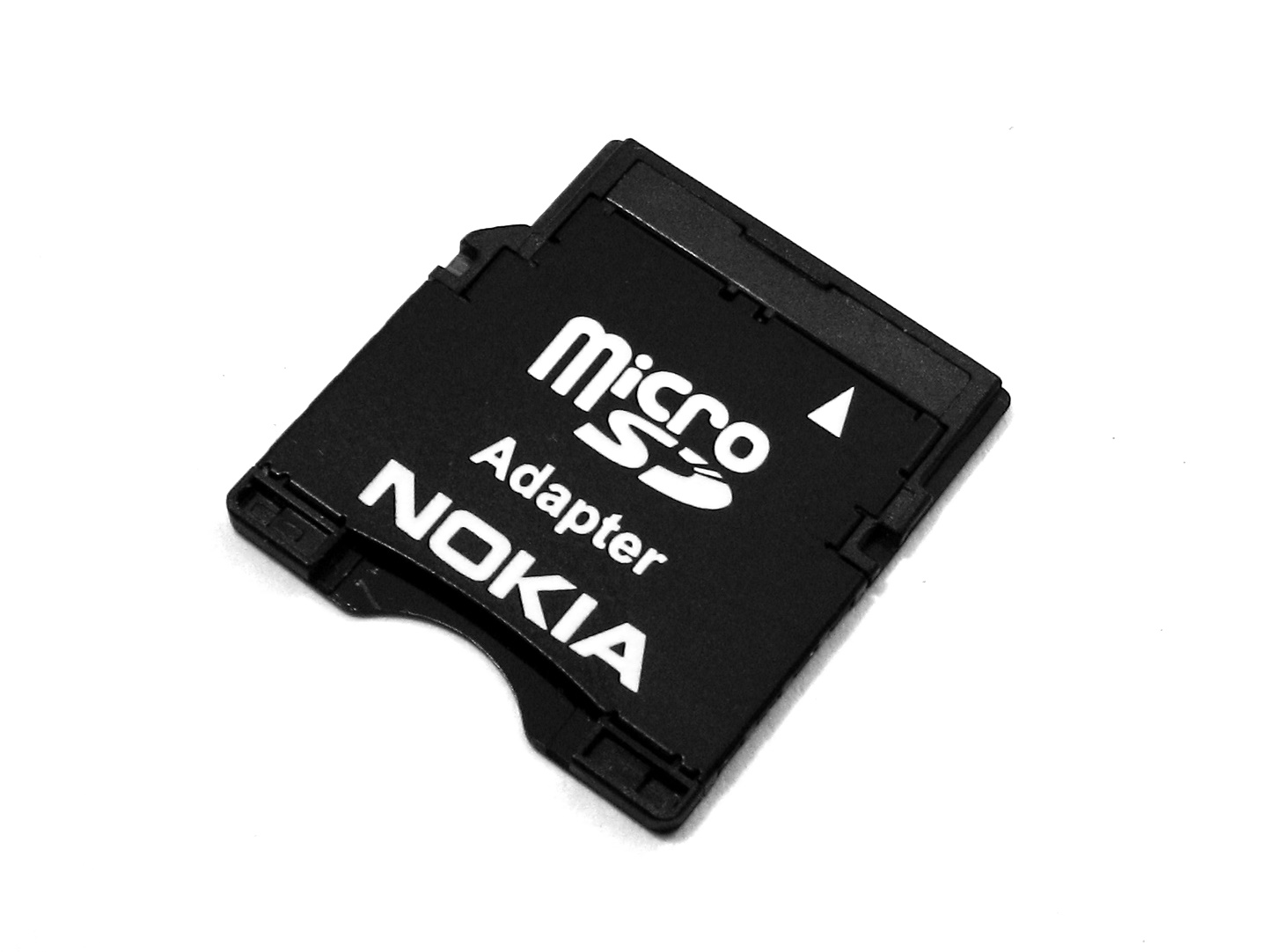
Adattatore da MicroSD a MiniSD della Nokia.

- Capacità di memoria: variabile da 2 MB a 1 TB
- Larghezza: 15 mm
- Profondità: 11 mm
- Altezza: 1 mm
- Peso: 0,4 g
- Tensione di alimentazione 2,7 V o 3,6 V
- Slot compatibili: TransFlash
- MTBF: 1 000 000 ora/e
- Temperatura minima di esercizio: −25 °C
- Temperatura massima di esercizio: 85 °C
- Umidità ambiente operativo: 25-85%

## Classi
La classe di una scheda di memoria non indica la velocità massima della scheda stessa, bensì la velocità minima in scrittura, ed è molto importante nell'ambito della registrazione dei video in alta definizione, durante il salvataggio dei quali è richiesta una certa velocità minima di salvataggio in tempo reale per non perdere dati del filmato (se la scheda è troppo lenta alcuni frame verranno persi con la conseguente perdita di qualità e fluidità del filmato).
| Velocità minima di scrittura | Speed Class    | UHS Speed Class | Video Speed Class | Applicazione |
| ---------------------------- | -------------- | --------------- | ----------------- | --- |
| 2 MB/s                       | Class 2 (C2)   | -               | -                 | Registrazione video in SD |
| 4 MB/s                       | Class 4 (C4)   | -               | -                 | High Definition Video (HDV) registrazione include Full HD (dal 720p a 1080p/1080i)                                                                                                  |
| 6 MB/s                       | Class 6 (C6)   | -               | Class 6 (V6)      | High Definition Video (HDV) registrazione include Full HD (dal 720p a 1080p/1080i)                                                                                                  |
| 10 MB/s                      | Class 10 (C10) | Class 1 (U1)    | Class 10 (V10)    | Full HD (1080p) registrazione video e registrazione di fermi immagine in HD (bus dati ad alta velocità), trasmissioni in tempo reale e file video HD di grandi dimensioni (bus UHS) |
| 30 MB/s                      | -              | Class 3 (U3)    | Class 30 (V30)    | video 4K a 60/120 fps (UHS bus) |
| 60 MB/s                      | -              | -               | Class 60 (V60)    | video 8K a 60/120 fps (UHS bus) |
| 90 MB/s                      | -              | -               | Class 90 (V90)    | video 8K a 60/120 fps (UHS bus) |

| Bus Interface | Card logo        | Bus logo | Bus Speed                                                                                                  | Spec Version |
| ------------- | ---------------- | -------- | --- | ------------ |
| Normal Speed  | SD · SDHC · SDXC | —        | 12,5 Mbit/s                                                                                                | 1.01         |
| High Speed    | SD · SDHC · SDXC | —        | 25 Mbit/s                                                                                                  | 2.00         |
| UHS-I         | SDHC · SDXC      | I        | 50 Mbit/s (SDR50, DDR50) 104 Mbit/s (SDR104)                                                               | 3.01         |
| UHS-II        | SDHC · SDXC      | II       | 156 Mbit/s (FD156) 312 Mbit/s (HD312)                                                                      | 4.00/4.10    |
| UHS-III       | SDHC · SDXC      | III      | 312 Mbit/s (Full Duplex) 624 Mbit/s (Full Duplex)                                                          | 6.00         |
| SD Express    | SDHC · SDXC      | Express  | 985MB/s PCIe Gen.3 × 1Lane 1970MB/s PCIe Gen.4 × 1 Lane & PCIe Gen.3 × 2 Lane 3940MB/s PCIe Gen.4 × 2 Lane | 7.00 8.00    |

| Prestazioni IOPS (Application Performance Class) | Card logo | In lettura | In scrittura | Scrittura sequenziale minima sostenuta |
| ------------------------------------------------ | --------- | ---------- | ------------ | -------------------------------------- |
| Classe 1 (A1)                                    |           | 1500       | 500          | 10 MB/s                                |
| Classe 2 (A2)                                    |           | 4000       | 2000         | 10 MB/s                                |